# Alumil S.A.
Alumil S.A. (АЛЮМИЛ С.А.) – греческая промышленная компания, специализирующаяся на исследовании, разработке и производстве архитектурных алюминиевых систем. Базируется в промышленной зоне Саврохори Килкиса. Компания осуществляет свою деятельность на международном уровне, имеет 32 дочерние компании по всему миру и обеспечивает работой более, чем 1800 человек.

## История
В 1988 году в промышленной зоне Килкиса семья Милонас основала строительную компанию, специализирующуюся на производстве алюминиевых профилей. В 90-е годы компания представила первые системы, которые производились для нее в Италии. В последующие годы компания запустила свое комплексное производство, а в 1993 году открыла дочернюю компанию ALUSYS (АЛЮСИС) в Афинах. В том же году на базе компании в Килкисе начал работу специальный отдел исследования и развития, занимающийся разработкой новых продуктов. В 1995 году была основана компания INTERNO (ИНТЕРНО), занимающаяся производством дверей из алюминиевого профиля.
В дальнейшем компания распространила свою детальность за пределы Греции, открыв дочерние компании в Румынии в 1997 году, в Венгрии, Албании и Болгарии в 1998 году, в Польше и Украине в 1999 году. В последующие годы были основаны и другие дочерние компании: в Германии, Республике Македония и на Кипре в 2000 году, в Сербии и Италии в 2001 году. В 2001 году была основана дочерняя компания METRON (МЕТРОН), специализирующаяся на производстве комплексных лифтовых систем.
С целью укрепления позиций концерна на внутреннем рынке были открыты два выставочных зала: в Афинах и в Салониках, а также заключены соглашения с международными брендами Phifer Inc., ASA и GU на эксклюзивное представительство продуктов. В 2004 году Алюмил выкупил боснийскую алюминиевую промышленную компанию ALPRO (АЛЬПРО). Концерн был отмечен важными наградами, в том числе наградой организации Europe’s GrowthPlus Top 500, а также наградой за экспортную деятельность Афинской торгово-промышленной палаты. В 2007 была открыта еще одна дочерняя компания в Объединённых Арабских Эмиратах, а в рамках корпоративной социальной ответственности была реализована программа экологического планирования 'GREEN ALUMIL' («Зеленый Алюмил»).
В начале 2008 года была основана дочерняя компания в Соединённых Штатах Америки. В том же году концерн сосредоточил свою деятельность в основном на международных рынках.  В 2009 году начала работу новая греческая дочерняя компания ALUMIL SOLAR (АЛЮМИЛ СОЛЯР), специализирующаяся в области возобновляемых источников энергии.  В 2010 году была учреждена дочерняя компания в России. В 2014 году Алюмил приступил к созданию сертификационной лаборатории в сотрудничестве с компанией CFT и ift Rosenheim (Институт оконных технологий Розенхайм), а в 2015 году было объявлено об учреждении еще трех дочерних компаний: в Австралии, Индии и Египте.

## Социальная и экологическая деятельность
В рамках корпоративной социальной ответственности Алюмил реализовал программу экологического планирования «Green Alumil» («Зеленый Алюмил») и провел ряд мероприятий. Важным признанием стала выдача грамоты за инновации и вклад концерна в укрепление экологического сознания в рамках Конкурса по экологическим бизнес-инновациям 4-го Бизнес-форума на 73-й Международной выставки в Салониках, который был посвящён вопросам окружающей среды (ECO-FORUM & ECO2-FORUM). Также Алюмил является членом Греческой ассоциации корпоративной социальной ответственности и одним из учредителей греческой ассоциации Глобального договора ООН.

## Дочерние компании
- Interno Doors by Alumil (Двери Интерно от Алюмил):[9] В 1995 году компания Алюмил основала дочернюю компанию Interno Doors, специализирующуюся на производстве систем межкомнатных и входных дверей. Вот уже 20 лет Interno Doors существует в качестве подразделения компании Алюмил.
- Alumil Solar (Алюмил Соляр):[10] В 2000 году компания Алюмил начала свою деятельность в области возобновляемых источников энергии, запустив производство и установку подсистем для фотовольтаических элементов, а в 2009 году была основана дочерняя компания Alumil Solar. Alumil Solar присутствует на рынке вот уже 16 лет и также является подразделением концерна Алюмил.
- Metron (Метрон):[11] С 2000 года Metron является дочерней компанией концерна Алюмил. Ее основной вид деятельности – разработка и производство комплексных лифтовых систем.

## Награды и достижения
Алюмил имеет ряд достижений и был удостоен нескольких наград. Самым важным достижением является включение компании в 2008 году в Европейскую алюминиевую ассоциацию в качестве ассоциированного члена.
- 2016: Алюмил вошел в список наиболее сильных и признанных компаний в категории строительные материалы по версии Superbrands Greece.[12]
- 2015: Первый приз «Made in Greece 2015» в номинации «Промышленное совершенство»[13] и первый приз в конкурсе «Греческое достояние 2015» в категории «Технологическое совершенство».[14]
- 2011: Приз Helexpo за лучшее творение.
- 2010: Звание TRUE LEADER (Настоящий лидер) от ICAP Group.[15]
- 2009: Приз Trade & Investment Leaders Awards by Helexpo в рамках 74-й Международной выставки в Салониках в сентябре 2009 года и 5-го Бизнес-форума: «Прямые иностранные инвестиции: воспользуйтесь возможностями века».
- 2008: Включение в Европейскую алюминиевую ассоциацию в качестве ассоциированного члена.